# Ma Ying-jeou
Ma Ying-jeou 馬英九 pinyin: Mǎ Yīngjiǔ, Wade-Giles: Ma Ying-chiu (født 13. juli 1950 i Kowloon i Hongkong) er en taiwankinesisk politiker for partiet Kuomintang (KMT), og republikkens præsident. 
I 1998 blev han borgmester for Taipei, og blev genvalgt i 2002. Han blev i dette embed til 2006. Han stilte ikke op til genvalg. Den 16. juli 2005 blev han formand for KMT, men gik af dette job 13. februar 2007. Kort efter erklærte han sit kandidatur til præsidentvalgene for Republikken Kina som skulle finde sted i marts 2008. Han vandt valget med bred margin. Ma Ying-jeou overtog embedet som præsident efter Chen Shui-bian 20. maj 2008. Han vandt præsidentvalget i 2012 med bred margin.